# Давискиба Владислав
Владислав Давискиба, або Влад Давискиба (біл. Уладзіслаў Давыскіба; нар. 8 жовтня 2008, Жлобин) — білоруський боєць догравальник, гравець національної збірної Білоруси та італійського клубу «Веро Воллей» (Монца).

## Життєпис
Народився 31 березня 2001 року в Жлобині.
Три сезони грав у складі мінського «Будівельника» (2017—2020). Із сезону 2020—2021 є гравцем італійського клубу «Веро Воллей» (Монца; про укладення першої угоди ЗМІ повідомили на початку червня 2020; після її закінчення уклав нову угоду, у травні 2021, на наступний сезон).
Майстер спорту Білоруси.

### Сім'я
Дружина — Анна (Ганна, з дому Гришкевич; нар. 2000), білоруська волейболістка, догравальниця, гравчиня італійського жіночого клубу «Монца» з 2020 року.